# Хеладзе, Елена Соломоновна
Елена Соломоновна Хеладзе (1922 — неизвестно) — советский хозяйственный, государственный и политический деятель, звеньевая колхоза имени Орджоникидзе Шромского сельсовета Махарадзевского района Грузинской ССР Герой Социалистического Труда.

## Биография
Родилась в 1922 году в селе Шрома (груз. შრომა) будущего Махарадзевского района, ныне — Озургетский муниципалитет края Гурия Грузии. Грузинка.
В 1942 году Елена Хеладзе вступила в колхоз имени Орджоникидзе села Шрома Махарадзевского района (ныне — Озургетского муниципалитета). В 1946 году она возглавила комсомольско-молодёжное звено по выращиванию зелёного чая. Кроме неё самой, в звене трудилось ещё пять девушек, за каждой был закреплён участок чайной плантации площадью 0,5 гектара. По итогам работы в 1947 году её звено получило урожай зелёного чайного листа по 15,1 килограмма с гектара плантации на площади 3 гектара вместо 5,5 килограмма по обязательству. За этот год Елена Соломоновна выработала 1243 трудодня, годовой доход по которым составил 25 тысяч рублей.
Указом Президиума Верховного Совета СССР от 21 февраля 1948 года за получение в 1947 году высокого урожая чайного листа и табака Хеладзе Елене Соломоновне присвоено звание Героя Социалистического Труда с вручением ордена Ленина и золотой медали «Серп и Молот».
Этим же указом высокого звания были удостоены её бригадиры Карло Дмитриевич Горгиладзе, Соломон Теймуразович Карчава и председатель колхоза Михаил Филиппович Орагвелидзе.
В последующие годы труженицы звена Е. С. Хеладзе продолжали демонстрировать высокие показатели на сборе чайного листа, трое из которых — Нина Кайсаровна Гогодзе, Татьяна Нестеровна Чхаидзе и Машо Евсеевна Чхаидзе стали Героями Социалистического Труда. По итогам работы в 1948 и 1950 годы бригадир Елена Хеладзе была награждён ещё двумя орденами Ленина.
В последующие годы труженицы её звена продолжали демонстрировать высокие показатели на сборе чайного листа. Трое из них — Н. К. Гогодзе, Татьяна Чхаидзе и Машо Чхаидзе стали Героями Социалистического Труда. По итогам работы в 1948 и 1950 годы бригадир Елена Хеладзе была награждён ещё двумя орденами Ленина.
Неоднократный участник Выставки достижений народного хозяйства (ВДНХ).
Пенсионер союзного значения, проживала в родном селе Шрома Озургетского муниципалитета.

## Награды
- Золотая медаль «Серп и Молот» (21.02.1948)[2]
- орден Ленина (21.02.1948)[3]
- орден Ленина (29.08.1949)
- орден Ленина (23.07.1951)

- Медаль «За трудовую доблесть»
- Медаль «В ознаменование 100-летия со дня рождения Владимира Ильича Ленина»
- Медаль «За доблестный труд в Великой Отечественной войне 1941—1945 гг.»
- Медаль «Ветеран труда»
- медали Выставки достижений народного хозяйства (ВДНХ)
- и другими